# Listă de artiști plastici și arhitecți austrieci
Prezenta pagină este o listă artiști plastici și arhitecți austrieci.

Cuprins: Început - 0–9 A B C D E F G H I J K L M N O P Q R S T U V W X Y Z

### A
- Josef Abel (1768 – 1818) — pictor
- Erika Abels d'Albert (1896 – 1975) — pictor, grafic designer
- Raimund Abraham (1933 – 2010) — arhitect
- Soshana Afroyim (1927 - 2015) — pictor
- Joseph Matthäus Aigner (1818 – 1886) — pictor
- Oz Almog (n. 1956) – pictor, scriitor
- Franz Alt (1821 – 1914) – artist plastic, acuarelist
- Rudolf von Alt (1812 – 1905) – pictor
- Friedrich von Amerling (1803 – 1887) – pictor
- Christian Attersee (n. 1940) – artist plastic pop-art

### B
- Ferdinand Bauer (1760 – 1826) — ilustrator botanic
- Herbert Bayer (1900 – 1985) — grafic designer, tipograf, fotograf, pictor, arhitect
- Franz von Bayros (1866 – 1924) — artist plastic erotic
- Maria Bach (1896 – 1978) — pictor
- Franz Anton Beer (1688 – 1749) — constructor de clădiri baroc
- Antonietta Brandeis (1849 – 1910) — pictor
- Arik Brauer (1929 – 2021) — pictor (originar din Viena)
- Günter Brus (n. 1938) — artist de arte performante
- Tina Blau (1845 - 1916) — pictor peisagist

### C
- Bernhard Cella (n. 1969) — artist plastic conceptual (originar din Salzburg)
- Eduard Charlemont (1848 – 1906) — pictor impresionist (originar din Viena)
- Isabel Czerwenka-Wenkstetten (n. 1969) — artist vizual

### D
- Günther Domenig (1934 – 2012) — arhitect
- Gerti Deutsch (sau Gertrude Hopkinson) (1908 – 1979) — fotografă britanică (născută în Austria)

### E
- Joachim Eckl (n. 1962) — artist plastic în diferite medii
- Albin Egger-Lienz (1868 – 1926) — pictor
- Bettina Ehrlich (1903 – 1985) — pictor și ilustrator
- Fanny Elssler (1810 – 1884) — artist plastic, dansatoare
- Ursula Endlicher — artist plastic multi-media (din 1993 în Statele Unite)
- Johann Bernhard Fischer von Erlach (1656 – 1723) — arhitect
- Valie Export (n. 1940) — artist media

### F
- Bernd Fasching (n. 1955) — pictor si sculptor; originar din Viena
- Marina Faust (n. 1950) — fotografă
- Thomas Feuerstein (n. 1968) — artist plastic multi media, bio artist, sculptor
- Josef Frank (1885 – 1967) — arhitect
- Emil Fuchs (1866 – 1929) — sculptor, pictor, creator de medalii
- Ernst Fuchs (1930 - 2015) — pictor si sculptor (originar din Viena)
- Joseph von Führich (1800 – 1876) — pictor (originar din Kratzau, Austro-Ungaria)
- Hortensia Fussy (n. 1954) — sculptor

### G
- Richard Gerstl (1883 – 1908) — pictor
- Bruno Gironcoli (1936 – 2010) — sculptor
- Fritz Gareis (1872 – 1925) — artist plastic si cartoonist
- Hilda Goldwag (1912 – 2008) — pictor
- Johannes Grenzfurthner (n. 1975) — fondator al grupului artistic Monochrom
- Eva Grubinger (n. 1970) — artist plastic de instalatii
- Nilbar Gures (n. 1977) — artist plastic multi-media

### H
- Ernst Haas (1921 – 1986) — fotograf
- Jasmin Hagendorfer — artist plastic de instalatii, sculptor, artist performant
- Alice Berger Hammerschlag (1917 – 1969) — pictor abstracționist
- Karin Hannak (n. 1940) — artist plastic multi-media
- Edith Tudor Hart (1908 – 1973) — fotograf si spion
- Karl Freiherr von Hasenauer (1833 – 1894) — arhitect
- Johann Hattey (1859 – 1904) — arhitect
- Rudolf Hausner (1914 – 1995) — pictor, artist grafic
- Xenia Hausner (n. 1951) — artist plastic
- Gottfried Helnwein (n. 1948) — artist plastic
- Kurt Hentschlager (n. 1960) — artist plastic new media
- Louis Christian Hess (1895 – 1944) — pictor, sculptor
- Johann Lukas von Hildebrandt (1668 – 1745) — arhitect
- Adolf Hitler (1889 – 1945) — pictor
- Josef Hoffmann (1870 – 1956) — arhitect
- Hans Hollein (1934 – 2014) — arhitect
- Wilhelm Holzbauer (1930 – 2019) — arhitect
- Carl Holzmann (1849 – 1914) — arhitect
- Clemens Holzmeister (1886 – 1983) — arhitect
- Alfred Hrdlicka (1928 – 2009) — artist grafic si sculptor
- Friedensreich Hundertwasser (1928 – 2000) — artist plastic multi media, pictor, muralist

### I
- Nicky Imber (1920 – 1996) – artist plastic in varii medii

### J
——

### K
- Arnold Karplus (1877 – 1968) — arhitect din Viena
- Dora Kallmus (1881 – 1963) — artist fotograf
- Manfred Kielnhofer (n. 1967) — designer si sculptor
- Ernestine von Kirchsberg (1857 – 1924) — artist plastic, pictor
- Franz Klein (1779 – 1840) — artist plastic, sculptor vienez, creator al unui bust al Beethoven
- Gustav Klimt (1862 – 1918) — artist plastic, persoană proeminentă a mișcării artistice Secesiunea vieneză (varianta vieneză a Art Nouveau)
- Kiki Kogelnik (1935 – 1997) — artist plastic pop-art
- Oskar Kokoschka (1886 – 1980) — artist plastic expresionist, poet, dramaturg
- Sacha Kolin (1911 – 1981) — artist plastic
- Michaela Konrad (n. 1972) — artist plastic contemporan
- Edith Kramer (1916 – 2014) — artist plastic si terapeut prin arta
- Siegfried L. Kratochwil (1916 – 2005) — pictor din Viena
- Alfred Kubin (1877 – 1959) — pictor, grafician
- Max Kurzweil (1867 – 1916) — artist plastic si co-fondator al miscarii artistice Vienna Secession
- Elke Krystufek (n. 1970) — pictor
- Felicitas Kuhn (n. 1926) — artist plastic, ilustrator

### L
- Joseph Lanzedelly the Elder (1772 – 1831) — litograf
- Maria Lassnig (1919 – 2014) — artist plastic
- Roberta Lima (n. 1974) — artist plastic video și performant
- Adolf Loos (1870 – 1933) — arhitect

### M
- Marianne Maderna (n. 1944) – sculptor, ilustrator
- Anna Mahler (1904 – 1988) – sculptor
- Hans Makart (1840 – 1884) – pictor de scene istorice, designer, decorator
- Anton Erhard Martinelli (1684 – 1747) – arhitect
- Domenico Martinelli (1650 – 1719) – arhitect
- Franz Martinelli (1651 – 1708) – arhitect
- Johann Baptist Martinelli (1701 – 1754) – arhitect
- Georg Mayer-Marton (1897 – 1960) – artist plastic
- Gustav Mezey (1899 – 1981) – pictor de postere de mari dimensiuni
- Edgar Meyer (1853 – 1925) – pictor, activist politic
- Josef Mikl (1929 – 2008) – artist plastic, pictor abstract
- Elizabeth Burger Monath (1907 – 1986) – artist plastic, pictor, ilustrator
- Inge Morath (1923 – 2002) – fotograf
- Koloman Moser (1868 – 1918) – artist plastic
- Otto Muehl (1925 – 2013) – artist plastic de action art
- Ulrike Müller (n. 1971) – artist plastic de mixed-media

### N
- Moritz Nähr (1859 – 1945) – fotograf
- Christian Heinrich Nebbien (1778 – 1841) – arhitect de landscaping
- Richard Neutra (1892 – 1970) – arhitect autriac si american (emigrat în Statele Unite)
- Hans Niessenberger – artist plastic
- Hermann Nitsch (1938 – 2022) – pictor, ilustrator, artist plastic performant

### O
——

### P
- Gustav Peichl (1928 – 2019) – arhitect
- Hubert Petschnigg (1913 – 1997) – arhitect
- Martina Pippal (n. 1957) – artist plastic, pictor, sculptor, istoric de arta
- Boris Podrecca (n. 1940) – artist plastic varii media
- Alf Poier (n. 1967) – artist plastic, stand-up comic
- Jakob Prandtauer (1660 – 1726) – arhitect

### Q
——

### R
- Arnulf Rainer (n. 1929) – pictor
- Elise Ransonnet-Villez (1843 – 1899) – artist plastic, pictor
- Barbara Rapp (n. 1972) – artist plastic de mixed-media, pictor
- Erwin Redl (n. 1963) – artist plastic, pictor, artist de instalatii LED
- Lily Renée Phillips (n. 1921) – artistă plastică austriaco-americană, ilustratoare, scriitoare
- Lili Réthi (1894 – 1969) – artist plastic, ilustrator
- Lucie Rie (1902 – 1995) – artist plastic, olar
- Anton Pius Riegel (1789 – 18??) – arhitect
- Felice Rix-Ueno (1893 – 1967) – textilist
- Anton Romako (1832 – 1889) – pictor
- Johann Michael Rottmayr (1656 – 1730) – pictor baroc
- Bernard Rudofsky (1905 – 1988) – designer, arhitect, critic social

### S
- Stefan Sagmeister (n. 1962) – designer grafic, tipograf
- Karin Schäfer (n. 1963) – artist plastic performant
- Martina Schettina (n. 1961) – artist plastic de mixed media
- Egon Schiele (1890 – 1918) – pictor
- Rudolf Schindler (1877 – 1953) – arhitect austriac american (emigrase în 1914, în Statele Unite)
- Lene Schneider-Kainer (1885 – 1971) – artist plastic, pictor
- Barbara Schurz (n. 1973) – artist plastic performant, scriitor
- Paul Schuss (n. 1948) – artist plastic, pictor, emigrat în 1949, în Franța
- Margarete Schütte-Lihotzky (1897 – 2000) – arhitect, activist politic
- Karl Schwanzer (1918 – 1975) – arhitect
- Hans Schwarz (1922 – 2003) – artist plastic in varii medii
- Rosa Schweninger (1849 – 1918) – artist plastic
- Moritz von Schwind (1804 – 1871) – pictor
- Florian Seidl (n. 1979) – designer de vehicule
- Harry Seidler (1923 – 2006) – arhitect australian (emigrat in Australia in 1948)
- Deborah Sengl (n. 1974) – artist plastic, pictor, sculptor
- Santino Solari (1576 – 1646) – arhitect
- Martina Steckholzer (n. 1974) – artist plastic
- Adalbert Stifter (1805 – 1868) – pictor, educator, poet, scriitor
- Ceija Stojka (1933 – 2013) – artist plastic, pictor, scriitor, muzician
- Marianne Stokes (1855 – 1927) – artist plastic, pictor
- Jörg Streli (1940 – 2019) – artist plastic in varii medii

### T
- Johann Joseph Thalherr (1730 – 1801) – arhitect
- Ottilie Tolansky (1912 – 1977) – artist plastic, pictor
- Hede von Trapp (1877 – 1947) – artist plastic, pictor, ilustrator, poet
- Esin Turan (n. 1970) – artist plastic, pictor, sculptor

### U
- Carola Unterberger-Probst (n. 1978) – pictor, artist plastic, instalatii, filme experimentale, artă digitală

### V
——

### W
- Aloys Wach (1892 – 1940) — pictor
- Otto Wagner (1841 – 1918) – arhitect Jugendstil
- Ferdinand Georg Waldmüller (1793 – 1865) — pictor
- Peter Weibel (n. 1944) — pictor multi media
- Max Weiler (1910 - 2001) — pictor
- Susanne Wenger (1915 – 2009) — pictor, sculptor
- Franz West (1947 – 2012) — artist plastic varii media
- Olga Wisinger-Florian (1844 – 1926) — pictor
- Fritz Wotruba (1907 – 1975) — pictor, sculptor (originar din Viena)
- Erwin Wurm (n. 1954) — pictor sculptor

### X
——

### Y
——

### Z
- Roman Zenzinger (1903 – 1990) — pictor, designer comercial (născut în Olmuetz)
- Liane Zimbler (1892 – 1987) — pictor, arhitect, designer de interioare
- Lisbeth Zwerger (n. 1954) — pictor, ilustrator

### Alte articole
- Listă de pictori austrieci
- Listă de arhitecți
- Listă de austrieci
- Listă de artiste plastice austriece
- Listă de fotografe austriece
- Liste de artiști
- ART.Welten — asociație a artiștilor austrieci